# Lions Tower Sendai Hirose
Le Lions Tower Sendai Hirose (ライオンズタワー仙台広瀬)) est un gratte-ciel construit à Sendai de 2001 à  2003, dans le nord du Japon. Il mesure 110 mètres de hauteur, abrite des logements et fait partie des 10 plus haut gratte-ciel de Sendai
La surface de plancher de l'immeuble est de 49 247 m2.
L'immeuble a été conçu par la société Institute of New Architecture, Inc